# Jeux sud-américains de 2006
Navigation
2002 2010
Les Jeux sud-américains de 2006 furent organisés du 9 au 19 novembre 2006 en Argentine et principalement dans la ville de Mar del Plata. Initialement, La Paz devait accueillir ces jeux, mais en raison de l'instabilité locale, ils furent délocalisés en Argentine. 

## Tableau récapitulatif
| Jeux sud-américains de 2006 |                                    |
| Pays participants           | 14                                 |
| Athlètes participants       | ? (? femmes, ? hommes)             |
| Épreuves                    | ?, dans 28 sports et ? disciplines |
| Cérémonie d'ouverture       | 9 novembre 2006                    |
| Cérémonie de clôture        | 19 novembre 2006                   |

## Sports
- Athlétisme
- Aviron
- Badminton
- Baseball
- Basketball
- Boxe (en)
- Canoë
- Cyclisme
- Équitation
- Escrime
- Football
- Gymnastique
- Haltérophilie
- Handball
- Hockey sur gazon
- Judo (en)
- Lutte
- Natation (en)
- Pentathlon moderne
- Softball
- Taekwondo
- Tennis
- Tennis de table (en)
- Tir (en)
- Tir à l'arc
- Triathlon
- Voile
- Volley-Ball

## Les 14 délégations présentes
| Amériques                                                                                | Amériques                                    | Amériques                                                | Amériques                       |
| ---------------------------------------------------------------------------------------- | -------------------------------------------- | -------------------------------------------------------- | ------------------------------- |
| - Antilles néerlandaises (??) - Argentine (??) - Aruba (??) - Bolivie (??) - Brésil (??) | - Chili (??) - Colombie (??) - Équateur (??) | - Guyana (??) - Panama (??) - Paraguay (??) - Pérou (??) | - Uruguay (??) - Venezuela (??) |

## Tableau des médailles
| Rang  | Nation                 | Or  | Argent | Bronze | Total |
| ----- | ---------------------- | --- | ------ | ------ | ----- |
| 1     | Argentine              | 107 | 96     | 93     | 296   |
| 2     | Venezuela              | 98  | 85     | 101    | 284   |
| 3     | Colombie               | 97  | 72     | 74     | 243   |
| 4     | Brésil                 | 96  | 105    | 101    | 302   |
| 5     | Chili                  | 37  | 42     | 59     | 138   |
| 6     | Équateur               | 14  | 27     | 38     | 79    |
| 7     | Pérou                  | 8   | 13     | 22     | 43    |
| 8     | Uruguay                | 4   | 9      | 13     | 26    |
| 9     | Paraguay               | 2   | 4      | 5      | 11    |
| 10    | Guyana                 | 1   | 1      | 0      | 2     |
| 11    | Bolivie                | 0   | 2      | 5      | 7     |
| 12    | Panama                 | 0   | 2      | 1      | 3     |
| 13    | Aruba                  | 0   | 1      | 1      | 2     |
| 14    | Antilles néerlandaises | 0   | 0      | 2      | 2     |
| 15    | Suriname               | 0   | 0      | 1      | 1     |
| Total | Total                  | 464 | 459    | 516    | 1439  |